# Star Valley
Star Valley é uma vila localizada no estado americano do Arizona, no condado de Gila. Foi incorporada em 2005.

## Geografia
De acordo com o United States Census Bureau, a vila tem uma área de 93,6 km², onde 93,5 km² estão cobertos por terra e 0,1 km² por água.

## Demografia
Segundo o censo nacional de 2010, a sua população é de 2 310 habitantes e sua densidade populacional é de 24,7 hab/km². Possui 1 531 residências, que resulta em uma densidade de 16,4 residências/km².